# Grijze snoerworm
De grijze snoerworm (Emplectonema gracile) is een soort in de taxonomische indeling van de snoerwormen (Nemertea). De worm behoort tot het geslacht Emplectonema en behoort tot de familie Emplectonematidae. De wetenschappelijke naam van de soort werd in 1837 voor het eerst geldig gepubliceerd door Johnston als Nemertes gracilis.

## Kenmerken
Deze dunne, ongesegmenteerde worm is tweekleurig: hij heeft een donkergroene tot geelgroene rug en een witte of lichtgele onderkant. De gebruikelijke lengte voor deze worm is ongeveer 15 cm, hoewel hij af en toe langer wordt (tot 50 cm). Het voorste (hoofd) uiteinde is bleker. Het is misschien niet meteen herkenbaar als een worm, omdat een of meer individuen zich vaak verdraaien en zich in knobbelige massa's knopen. De huid van de worm is geheel met trilharen bedekt. De snoerworm jaagt op prooien van zijn eigen omvang en vangt deze met behulp van zijn slurf.

## Leefomgeving
De grijze snoerworm leeft in rotsachtige gebieden rond zeepokken en mosselbanken. Het kan worden gevonden verdraaid tussen kelp-wortels of verstopt zich onder rotsen. Het bereik strekt zich uit van de Aleoeten tot het noorden van Mexico; het wordt ook gevonden langs de kusten van Chili en Japan, evenals langs de Atlantische en mediterrane kusten.